# Museo d'arte regionale di Mykolaïv
Il Museo d'arte regionale di Mykolaïv, o in modo più completo Museo d'arte regionale di Mykolaïv intitolato a Vasilij Vasil'evič Vereščagin (in ucraino Миколаївський обласний художній музей імені В. В. Верещагіна?; in russo Николаевский областной художественный музей имени В. В. Верещагина?) è un museo che si trova a Mykolaïv nell'omonima oblast' dell'Ucraina.

## Storia

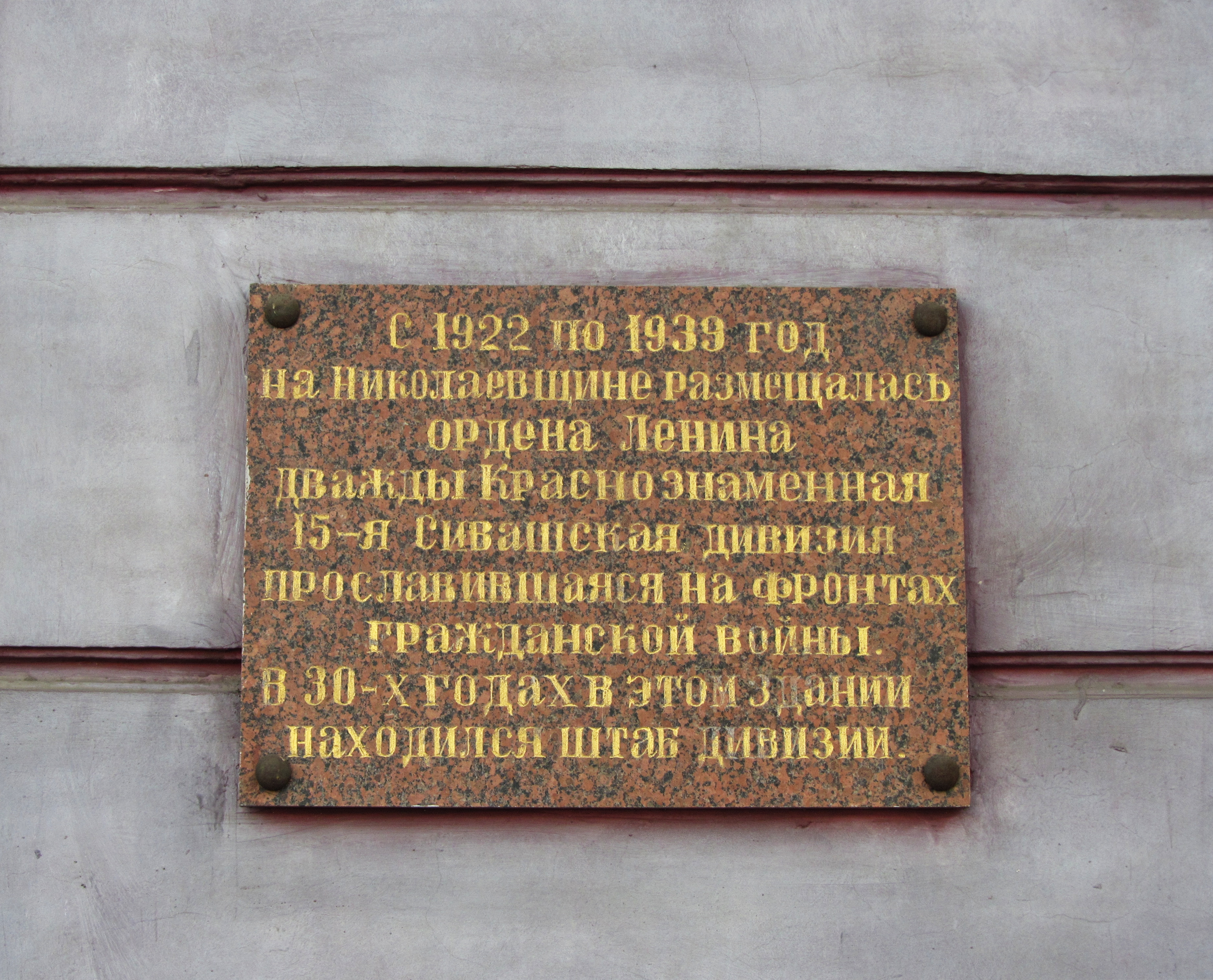
Targa sulla facciata del museo

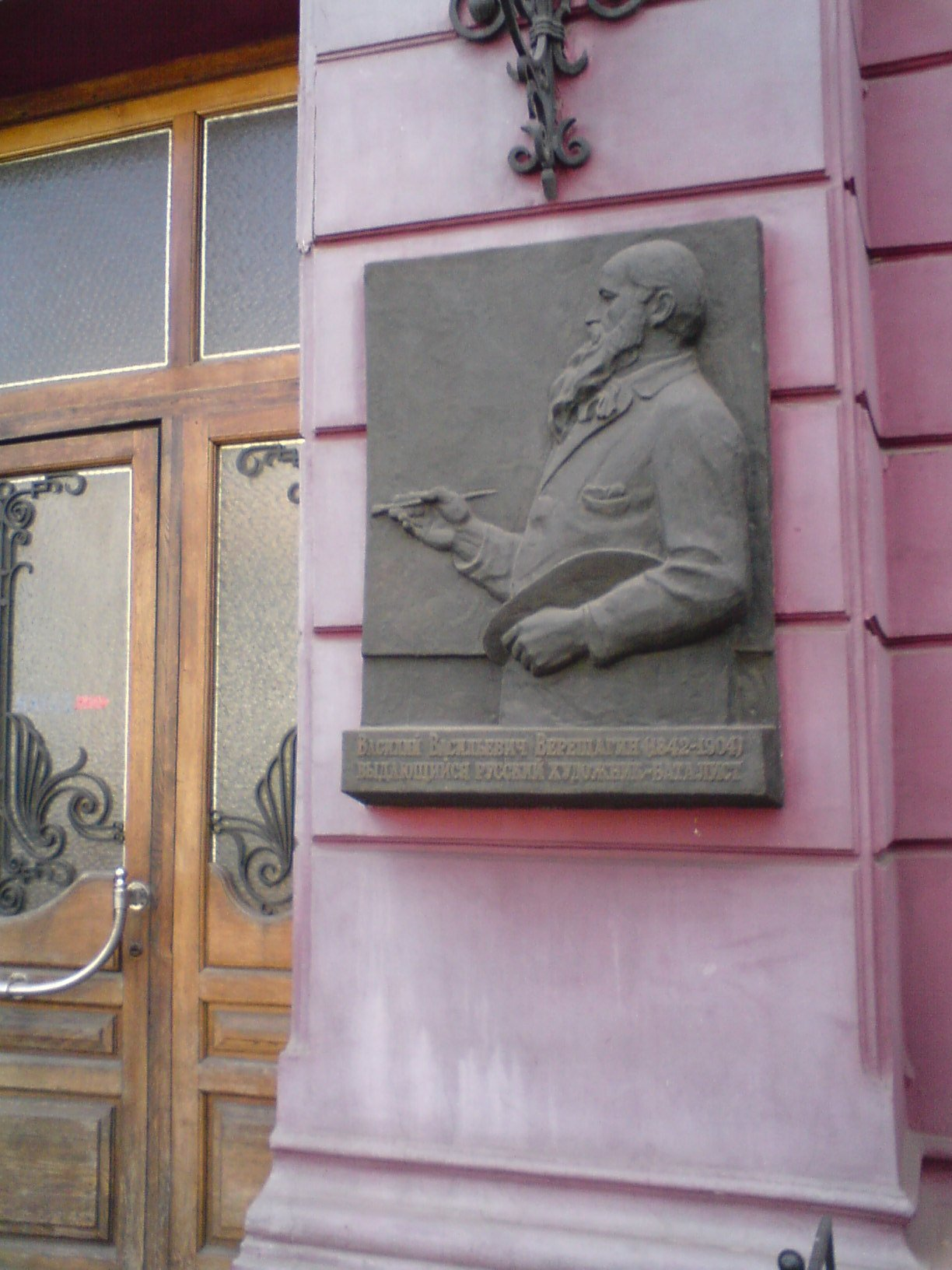
Bassorilievo raffigurante Vasilij Vasil'evič Vereščagin

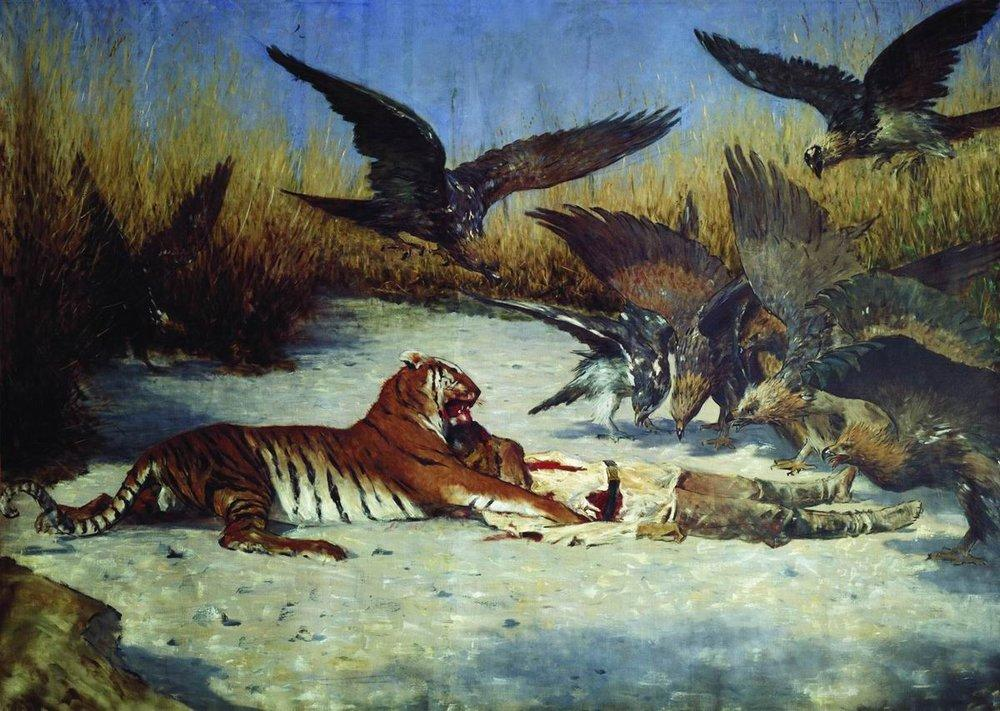
Dipinto di Vasilij Vasil'evič Vereščagin

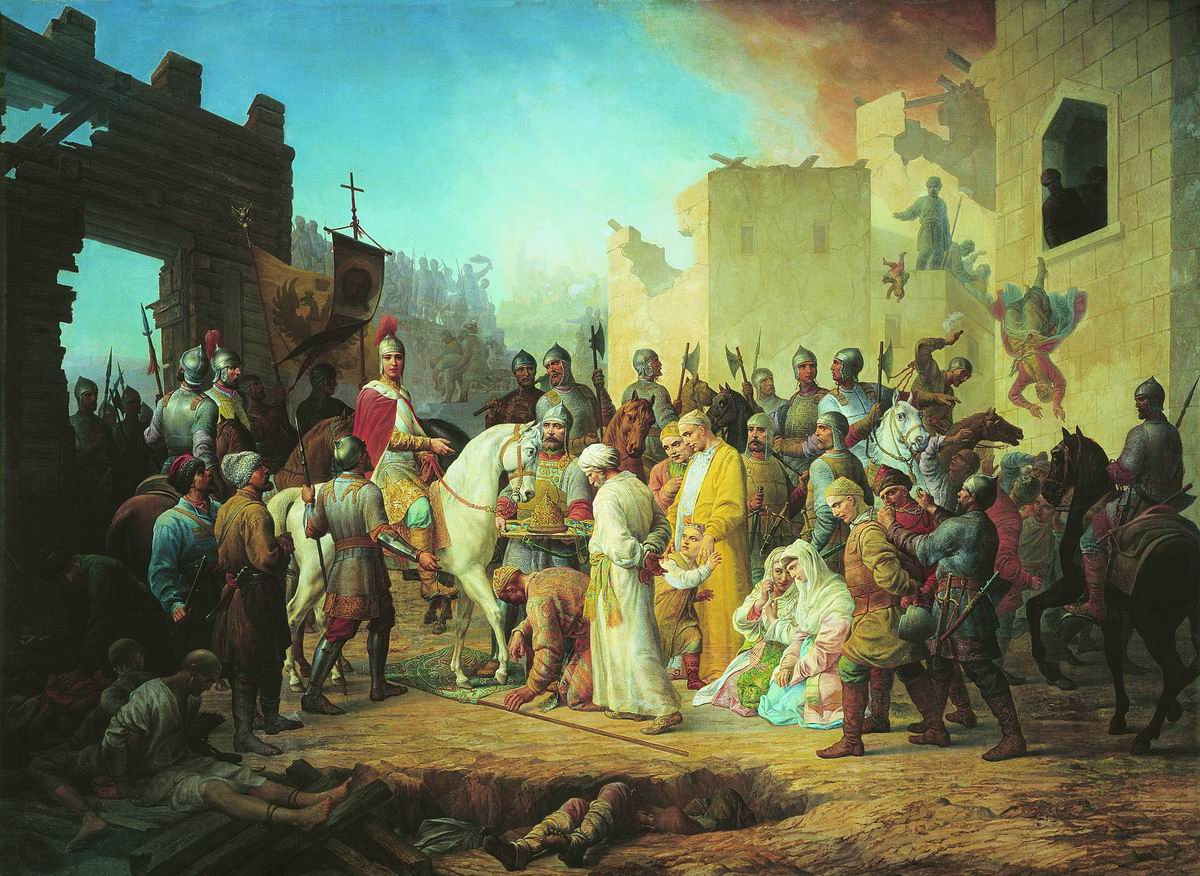
Entrata di Giovanni IV a Kazan (1894)

Il museo venne fondato nel 1914 nella città di Mykolaïv per celebrare l'artista russo Vasilij Vasil'evič Vereščagin morto dieci anni prima e divenne in breve un centro culturale e di educazione estetica.
Le prime collezioni museali, che trovarono sede in un edificio precedentemente adibito ad uso militare, furono costituite da opere donate dall'Accademia delle arti, dal museo di Alessandro III di Russia e dai lavori donati dalla vedova di Vereščagin, Lydia Vasilyevna. Prima dell'inizio della Grande Guerra Patriottica contava quasi 1 000 opere ma con l'invasione delle truppe tedesche il museo venne depredato e molti dei lavori più importanti vennero trafugati. Già prima del 1945 iniziò il restauro ed il ripristino di quanto fu possibile recuperare.
Le collezioni sono state arricchite tra gli anni settanta e ottanta grazie a trasferimenti da altri territori dell'Unione Sovietica e a donazioni private. Nel decennio altre opere sono state acquisite e, nel 1986, la sede del museo è stata spostata nella sede recente, più ampia e luminosa.

## Descrizione
Il museo si trova in un grande palazzo storico nel centro cittadino in via Velyka Morska.
La collezione del museo comprende fino a 18 000 pezzi che rappresentano la storia artistica ucraina e di altri paesi europei con opere pittoriche, scultoree, grafiche e di arte varia. L'arte occidentale è esposta separatamente.